# Дедебалци
Дедебалци (на македонска литературна норма: Дедебалци) е село в южната част на Северна Македония, в община Могила.

## География
Селото е равнинно разположено в областта Пелагония, на 590 m надморска височина в средата на Битолското поле, на 20 km североизточно от град Битоля и на 10 km от Могила. Най-близкото село е Далбеговци южно от Дедебалци, на територията на община Битоля.

## История
В XIX век Дедебалци е смесено българо-турско село в Битолска кааза на Османската империя. В „Етнография на вилаетите Адрианопол, Монастир и Салоника“, издадена в Константинопол в 1878 година и отразяваща статистиката на населението от 1873 година, Дедебалци (Dédébaltzi) е посочено като село с 32 домакинства и 153 жители българи.
Според статистиката на Васил Кънчов („Македония. Етнография и статистика“) от 1900 година Дедебалци има 250 жители, от които 200 българи християни и 50 турци.
На Етнографската карта на Битолския вилает на Картографския институт в София от 1901 година Дедебалци е чисто българско село в Битолската каза на Битолския санджак с 20 къщи.
Църквата в селото „Възкресение Христово“ е изградена в 1903 година.
В началото на XX век българите в селото са под върховенството на Българската екзархия. По данни на секретаря на екзархията Димитър Мишев („La Macédoine et sa Population Chrétienne“) през 1905 година в Дедебалци има 240 българи екзархисти и работи българско училище.
По време на българското управление във Вардарска Македония в годините на Втората световна война, Борис Ат. Чакъров от Струга е български кмет на Дедебалци от 10 септември 1941 година до 10 февруари 1942 година. След това кмет е Александър Дим. Хаджов от Струга (24 април 1944 – 9 септември 1944).
Населението на Дедебалци намалява вследствие на емиграция към Битоля, Скопие, Демир Хисар, Европа и презокеанските земи.
Според преброяването от 2002 година селото има 288 жители, всички северномакедонци.
| Година    | 1948 | 1953 | 1961 | 1971 | 1981 | 1991 | 1994 | 2002 |
| --------- | ---- | ---- | ---- | ---- | ---- | ---- | ---- | ---- |
| Население | 420  | 523  | 561  | 509  | 474  | 454  | 322  | 288  |

| Националност     | Всичко |
| северномакедонци | 288    |
| албанци          | 0      |
| турци            | 0      |
| цигани           | 0      |
| власи            | 0      |
| сърби            | 0      |
| бошняци          | 0      |
| други            | 0      |

## Личности
Родени в Дедебалци
- Груйо Акелов (1883 – 1905), български революционер, деец на ВМОРО